# Cupiennius
Cupiennius là một chi nhện trong họ Ctenidae.

## Hình ảnh

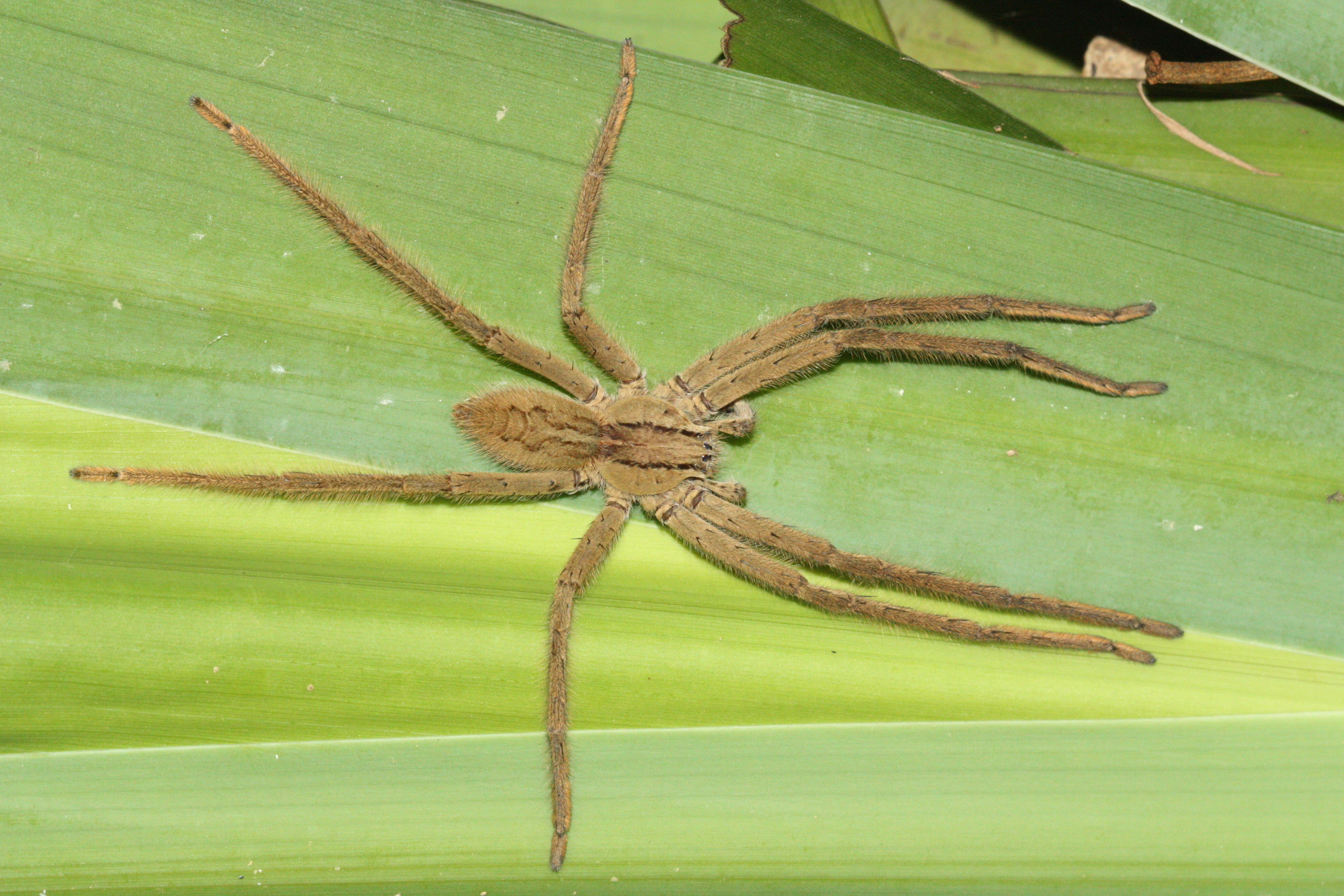